# Samuel Storey
Samuel Storey, baron Buckton (18 janvier 1896 - 17 janvier 1978), titré 1er baronnet, de 1960 à 1966, est un homme politique conservateur britannique.

## Biographie
Storey est le fils de Frederick George Storey et de sa femme Mary Dagmar Hutton, et fait ses études à Haileybury et au Trinity College, Cambridge. Après avoir obtenu son diplôme, il est avocat à l'Inner Temple en 1919 et rejoint le Sunderland Borough Council en 1928. Il est élu député de la circonscription de Sunderland aux élections générales de 1931 (un poste que son grand-père homonyme avait occupé de 1881 à 1895 et brièvement en 1910) et occupe le siège à la Chambre des communes jusqu'à sa défaite aux élections générales de 1945  Il rejoint le conseil du Yorkshire de l'Est en 1946.
Storey est réélu au Parlement aux élections générales de 1950, comme député de Stretford et pendant son mandat est président des comités permanents et président provisoire des comités de la Chambre des communes en 1957 et président du comité des voies et Moyens de 1965 à 1966.
Il est créé baronnet en février 1960  et, après sa défaite aux élections générales de 1966, il est fait pair à vie en tant que baron Buckton, de Settrington dans la circonscription est du comté de York.
Lord Buckton est décédé en janvier 1978, à l'âge de 81 ans. Il est remplacé comme baronnet par son fils, Richard.